# Corregimiento de Potosí
El corregimiento de Potosí fue una entidad territorial integrante del Imperio español dentro del Virreinato del Perú y posteriormente en el Virreinato del Río de la Plata, (en charcas, intendencia de Potosí) situada en territorio del actual Estado Plurinacional de Bolivia. El cargo de corregidor no fue accesorio del presidente de la Real Audiencia de Charcas recayendo en personas distintas. El corregidor residía alternativamente en La Plata (hoy Sucre) y en Potosí. En el siglo XVIII se convirtió en el gobierno de Potosí.
El 16 de abril de 1540 la actual ciudad de Sucre fue fundada en la Provincia de los Charcas bajo el nombre de Ciudad de La Plata de la Nueva Toledo por Pedro Anzúrez de Camporredondo, sobre la base de un poblado o comarca indígena llamado Chuquiochata, por orden de Francisco Pizarro.
En 1552 fue creada la diócesis de La Plata, cuyo primer obispo fue el dominico fray Domingo de Santo Tomás. 
El 18 de septiembre de 1559 el rey Felipe II estableció la Real Audiencia de Charcas sobre la base del territorio del corregimiento. El 29 de agosto de 1563 su territorio fue ampliado para incluir a la gobernación del Tucumán, la provincia de Santa Cruz de la Sierra y los territorios entre La Plata y la ciudad del Cuzco inclusive (estos últimos fueron reintegrados a la Real Audiencia de Lima en 1573). El 1 de octubre de 1566 incluyó también a la gobernación del Río de la Plata y del Paraguay.
En 1565 el gobernador del Perú, Lope García de Castro, estableció los corregimientos en el virreinato, entre ellos el de La Plata. 
Hacia 1620 dependían del corregimiento de La Plata los corregimientos de indios de: Paria, Carangas, Cochabamba, Porco, Amparaes, Misque y Pocona, Chichas, Chayanta, Atacama y los Lipes.
En 1624 fue fundada la Universidad Real y Pontificia de San Francisco Javier.

## Gobierno de Potosí
En el siglo XVIII el corregimiento de Potosí pasó a ser un gobierno.
Una real cédula de 1773 ordenó incluir la ciudad de La Plata en el corregimiento de Yamparáez, separándola de Potosí.
A partir del 1 de agosto de 1776, el gobierno de Potosí pasó a ser parte del Virreinato del Río de la Plata, teniendo bajo su dependencia los corregimientos de indios de: Paria, Carangas, Chayanta, Cochabamba, Porco, Tomina, Yamparáez, Lipes, Atacama, Apolobamba, Pilaya y Paspaya, y Pomabamba y el corregimiento de español de Oruro, también el de Tarija, aunque este cambiaba su dependencia por indiferencias y conflictos con gobierno de Potosí, de esa manera quedaba bajo dependencia del Gobernación del Tucumán y de la Gobernación del Paraguay, esto hasta aproximadamente el año 1785. 
La intendencia de Chuquisaca fue creada por la Real Ordenanza de Intendentes de Ejército y Provincia del 28 de enero de 1782, que dividió el Virreinato del Río de la Plata en ocho intendencias, entre ellas la de Chuquisaca que fue formada sobre la base del territorio del arzobispado de Charcas, excepto las provincias de Porco, Chayanta, Atacama, Lípez y Chichas. Fue modificada en 1783 al separarse la provincia de Cochabamba.